# 1908 Pobeda
1908 Pobeda è un asteroide della fascia principale. Scoperto nel 1972, presenta un'orbita caratterizzata da un semiasse maggiore pari a 2,8921595 UA e da un'eccentricità di 0,0348525, inclinata di 4,76167° rispetto all'eclittica.
L'asteroide è dedicato alla vittoria, tramite la traslitterazione della parola russa победа che la indica, ottenuta dall'Unione Sovietica nella Grande Guerra Patriottica nell'ambito della Seconda guerra mondiale.